# 罗湿陀罗拘陀
羅濕陀羅-拘陀（梵语：राष्ट्रकूट；拉丁字母轉寫：Rāṣṭra kūṭa）王朝，8世纪~10世纪时存在于印度中部与南部的一个重要王国。

## 简介
罗湿陀罗-拘陀人的起源不详。有人认为他们是拉其普特人的一支。也有说法认为他们源于阿育王铭文中提到的罗底迦人。关于罗湿陀罗-拘陀人的起源，现在也仍然是学术界的一个主要争论话题。罗湿陀罗-拘陀人最初臣服于遮娄其人（同为拉其普特人），是一支有限的地方势力。753年罗湿陀罗-拘陀人的首领弹底杜罗伽推翻了他们的宗主遮娄其国王诘底跋摩二世，建立了自己的王朝。罗湿陀罗拘陀王朝定都于今默尔凯德，其核心领土基本与原遮娄其王朝的领土一致（在今马哈拉施特拉邦和卡纳塔克邦），但有过大幅扩张。在南方，罗湿陀罗拘陀人继续攻击已因遮娄其人的打击而严重衰落的帕拉瓦王朝。克里希纳一世在位时打败了西恒伽王朝（在迈索尔）和东遮娄其人（在安得拉邦），或许就是为了纪念这些功绩，他修建了18座湿婆神庙。陀鲁婆是另一个大肆扩张的君主，他攻陷了帕拉瓦王朝的首都建志，迫使后者承认了他的宗主权。陀鲁婆也再次打败了西恒伽王朝，并俘虏了对方的国王湿婆摩罗二世。至此，罗湿陀罗拘陀已建立了在南印的霸权。在北方，罗湿陀罗拘陀人插手了波罗王朝与瞿折罗-补罗帝诃罗人之间的混战，多次攻占北方最重要的城市曲女城（当时主要由瞿折罗-补罗帝诃罗人控制）。10世纪初因陀罗三世发动的北伐更最后摧毁了瞿折罗-补罗帝诃罗人的帝国，导致北印只剩下一大批拉其普特人建立的小国。在高峰时期，罗湿陀罗拘陀的疆域北到摩腊婆，南抵帕拉瓦人的首都建志，覆盖了印度中部与南部的大片土地。但是，罗湿陀罗拘陀在10世纪中叶与南印另一大国朱罗（注辇）陷入长期战争，国力因此衰落。973年，原遮娄其王朝后裔逮罗一世推翻了罗湿陀罗拘陀人的政权，建立了后遮娄其王朝；罗湿陀罗-拘陀人从此退出了南印的政治舞台。
罗湿陀罗-拘陀王朝发展出一种印度式的封建制度。最主要的封地对象是印度教的祭司集团（婆罗门）。分封土地的规模很大，如瞿频陀四世曾封赐给婆罗门600个村落，又把800个村落交给神庙管辖。这些被分封出去的土地，似乎其行政权已经从王室转入受封者手中。官僚和将领也得到很多封地，但世俗封地据信是不能世袭的。在罗湿陀罗拘陀王朝还出现了转让封地的现象（通常需要获得国王的允许），结果导致了类似西欧的多层分封制，这在8世纪以前的印度是很罕见的。

## 文化
从现存的证据来看，罗湿陀罗-拘陀诸王提倡宗教宽容，他们几乎对一切主要宗教都提供庇护。不过，考古发现显示大多数罗湿陀罗-拘陀君主应该是印度教徒，或许有一些人倾向于耆那教。在克里希纳一世统治时期（又或许在他父亲弹底杜罗伽时代就已开工），罗湿陀罗-拘陀人修建了宏伟的宗教石窟群埃洛拉石窟。这些石窟最清楚地显示了罗湿陀罗-拘陀王朝的宗教宽容政策：它包括了印度教、耆那教和佛教三种主要宗教的石窟。

## 历代君主
- 弹底杜罗伽（735年 - 756年）
- 克里希纳一世（奎师那一世、黑天一世；756年 - 774年）
- 瞿频陀二世（戈文达二世，774年 - 780年）
- 陀鲁婆（780年 - 793年）
- 瞿频陀三世（793年 - 814年）
- 阿目佉跋沙一世（814年 - 878年）
- 克里希纳二世（878年 - 914年）
- 因陀罗三世（914年 - 929年）
- 阿目佉跋沙二世（929年 - 930年）
- 瞿频陀四世（930年 – 936年）
- 阿目佉跋沙三世（936年 – 939年）
- 克里希纳三世（939年 – 967年）
- 憍底伽·阿目佉跋沙（967年 – 972年）
- 羯迦二世（Karka II，972年 – 973年）
- 因陀罗四世（973年 – 982年）

## 资料来源
- 《古印度简史》，许海山主编，中国言实出版社，ISBN 7-80128-801-7
- 《印度古代史纲》，林承节著，光明日报出版社，ISBN 7-80145-355-7
- 《古印度-从起源至公元13世纪》，玛瑞里娅·阿巴尼斯著，中国水利水电出版社，ISBN 7-5084-2649-5
- 《卡纳塔克邦简史：从史前时代到今天》，Kamath，Suryanath U. ，LCCN 809-5179（美国国会图书馆编码）